# Savage Garden (album The 69 Eyes)
Savage Garden – drugi album studyjny fińskiej grupy The 69 Eyes. Został wyprodukowany przez Gaga Goodies/Poko Rekords pod koniec 1994 roku. W utworze „Wild Talk” pojawia się Andy McCoy z fińskiej grupy Hanoi Rocks.

## Lista utworów
1. "1-800-SLEAZORAMA" – 0:49
2. "Tang" – 3:27
3. "Smashed 'n' Trashed" – 2:55
4. "Velvet Touch" – 4:18
5. "Mr. Pain" – 2:25
6. "Lady Luck" – 3:27
7. "Motor City Resurrection" – 3:56
8. "Ghettoway Car" – 2:58
9. "Wild Talk" –  4:04 (feat. Andy McCoy)
10. "Get It Off" – 3:16
11. "Always" – 2:47
12. "Demolition Derby" – 4:13
13. "Savage Garden" – 2:50
14. "1-800-SLEAZORAMA (reprise)" – 0:50

## Single
Velvet Touch
1. "Tang"
2. "Velvet Touch"
3. "TV Eye"
4. "Motormouth"

## Muzycy
- J. Darling – śpiew
- Timo-Timo – gitara rytmiczna
- Bazie – gitara prowadząca
- Jussi 69 – perkusja
- Archzie – gitara basowa